# Turok: Battle of the Bionosaurs
Pour les articles homonymes, voir Turok.
Turok: Battle of the Bionosaurs est un jeu vidéo d'action et de plates-formes édité par Acclaim et développé par Bit Managers. Il est sorti en 1997 sur Game Boy.